# 1902 az irodalomban
Az 1902. év az irodalomban.

## Megjelent új művek

### Próza
- Arthur Conan Doyle krimije: A sátán kutyája (The Hound of the Baskervilles)
- André Gide regénye: L'Immoraliste (Meztelen)
- Henry James regénye: The Wings of the Dove (Galambszárnyak)
- Jules Verne regénye: A két Kip testvér (Les Frères Kip)
- Rudyard Kipling gyűjteménye: Just so stories for little children (Éppolyan mesék kisgyermekeknek)
- Ivan Cankar szlovén író, költő naturalista regénye: Szegénysoron (Na klancu)

### Költészet
- Rainer Maria Rilke: Das Buch der Bilder (Képek könyve), első kiadás; átdolgozott és bővített második kiadása 1906-ban

### Dráma
- Makszim Gorkij drámái:
  - Kispolgárok (Мещане), 1901-ben írt első színpadi műve; megjelenik könyv alakban, bemutatják márciusban
  - Éjjeli menedékhely (На дне), bemutató decemberben Moszkvában
- Megjelenik August Strindberg Álomjáték (Ett drömspel) című színműve, bemutatója 1907-ben
- Ivo Vojnović horvát szerző háromrészes drámája: Dubrovačka trilogija (Dubrovniki trilógia)[1]

### Magyar irodalom
- Herczeg Ferenc regényes vígjátéka: Balatoni rege (bemutató)
- Bródy Sándor két színdarabja, A dada és A doktor úr bemutatója a Vígszínházban
- Jókai Mór július és december közt írta utolsó regényét, az Ahol a pénz nem istent

## Születések
- január 15. – Nâzım Hikmet török lírikus, drámaíró, regényíró; az egyik legismertebb modern török költő († 1963)
- február 26. – Vercors (Jean Marcel Bruller) francia író, illusztrátor († 1991)
- február 27. – John Steinbeck Nobel-díjas (1962) amerikai regény-, novella- és drámaíró († 1968)
- március 26. – Marcel Aymé francia író († 1967)
- április 23. – Halldór Laxness Nobel-díjas (1955) izlandi író, költő, esszéista († 1998)
- június 4. – Illés Endre magyar író, drámaíró, könyvkiadó igazgató, műfordító, műkritikus. († 1986)
- június 5. – Szenes Erzsi magyar költő, író, újságíró, előadóművész († 1981)
- július 6. – Berda József magyar költő († 1966)
- július 10. – Nicolás Guillén kubai költő († 1989)
- szeptember 10. – Toivo Pekkane finn költő, író, drámaíró († 1957)
- szeptember 21. – Dymphna Cusack ausztrál írónő († 1981)
- november 2. – Illyés Gyula magyar költő, író, drámaíró, műfordító († 1983)
- november 29. – Carlo Levi olasz író († 1975)
- december 16. – Rafael Alberti katalán költő († 1999)

## Halálozások
- február 26. – Szigeti József magyar színész, színműíró (* 1822)
- március 19. – Tolnai Lajos író, publicista, a modern magyar irodalom egyik előhírnöke (* 1837)
- április 6. – Gleb Ivanovics Uszpenszkij orosz író (* 1843)
- április 20. – Joaquim de Sousa Andrade amerikai-brazil író és költő (* 1833)
- július 6. – Andrejs Pumpurs lett költő, a nemzeti romantika jeles személyisége (* 1841)
- szeptember 29. – Émile Zola francia regényíró, művészeti kritikus, a naturalista irányzat megteremtője (* 1840)
- november 26. – Antanas Baranauskas litván költő (* 1835)